# Sân vận động Quốc gia, Singapore (cũ)
Sân vận động Quốc gia Singapore cũ (tiếng Mã Lai: Stadium Nasional Singapura) là một sân vận động đa năng ở Kallang. Sân được khánh thành vào tháng 7 năm 1973 và bị đóng cửa vào ngày 30 tháng 6 năm 2007. Sân vận động này đã bị phá bỏ từ năm 2010 đến năm 2011 để phát triển Trung tâm Thể thao Singapore, nơi sân kế nhiệm nằm trên khu đất chứa sân cũ. Trong thời gian đóng cửa từ năm 2007 đến năm 2014, NDP và các sự kiện thể thao đã được tổ chức tại Marina Bay Floating Platform và Sân vận động Jalan Besar.
Sân vận động này là sân nhà của Singapore FA, từng thi đấu ở giải bóng đá nội địa Malaysia và đội tuyển bóng đá quốc gia Singapore. Sân cũng tổ chức các trận chung kết Cúp Singapore hàng năm, trận đầu tiên vào năm 1996 và trận lượt về của trận chung kết Giải vô địch bóng đá Đông Nam Á 2004.
Ngoài các trận đấu bóng đá, sân vận động đã tổ chức Đại hội Thể thao Đông Nam Á 1973, 1983 và 1993, cuộc diễu hành Ngày Lực lượng Vũ trang Singapore và lễ khai mạc Lễ hội Thanh niên Singapore hai năm một lần, cũng như nhiều sự kiện âm nhạc và văn hóa. Đây là địa điểm chính cho Lễ diễu hành Ngày Quốc khánh.

## Cơ sở vật chất
Sân vận động Quốc gia có một đường chạy tám làn và sân bóng đá cùng với các tiện nghi khác như bàn bóng bàn, phòng tập tạ và khán phòng, được đặt bên dưới khán đài.
Mặc dù các cơ sở thường được sử dụng cho các sự kiện thể thao nổi tiếng, chúng cũng có thể được sử dụng bởi các thành viên của công chúng và các tổ chức địa phương khác với một khoản phí nhỏ. Ví dụ: khi không được sử dụng theo cách khác, người chạy bộ có thể sử dụng đường chạy với giá 0,5 đô la Singapore cho mỗi lần tham gia.
Trụ sở của Hội đồng Thể thao Singapore từng được đặt tại 15 Stadium Road.

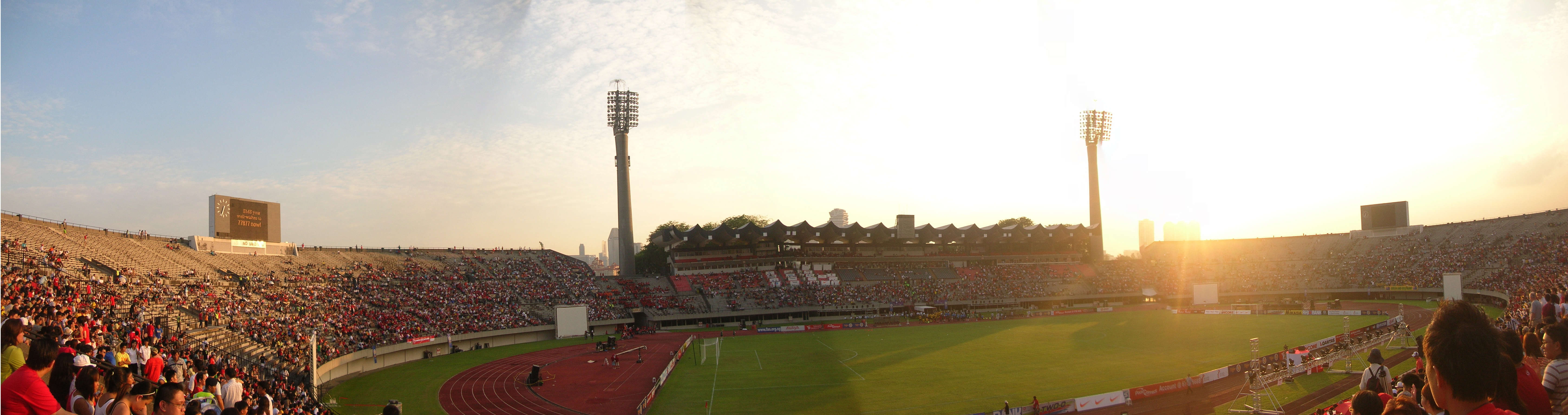
Lễ đóng cửa được tổ chức tại Sân vận động Quốc gia ngày 30 tháng 6 năm 2007

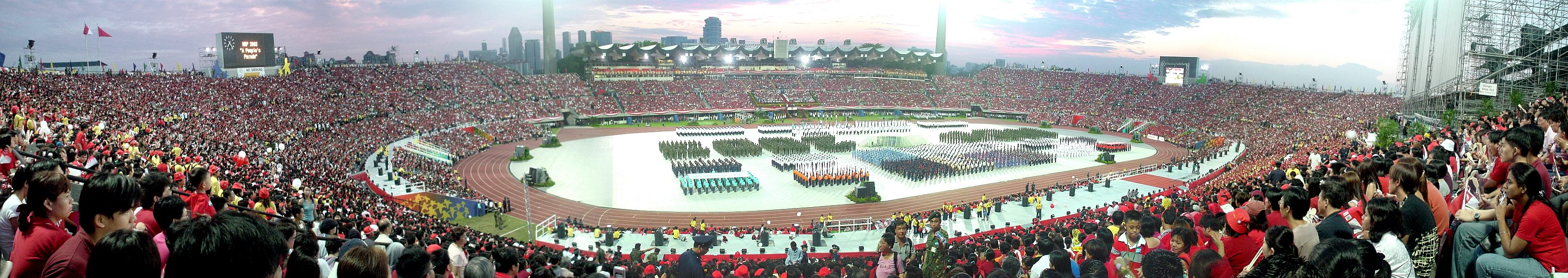
Màn trình diễn xem trước Lễ diễu hành Ngày Quốc khánh được tổ chức tại Sân vận động Quốc gia năm 2003